# Casimiro Herrero

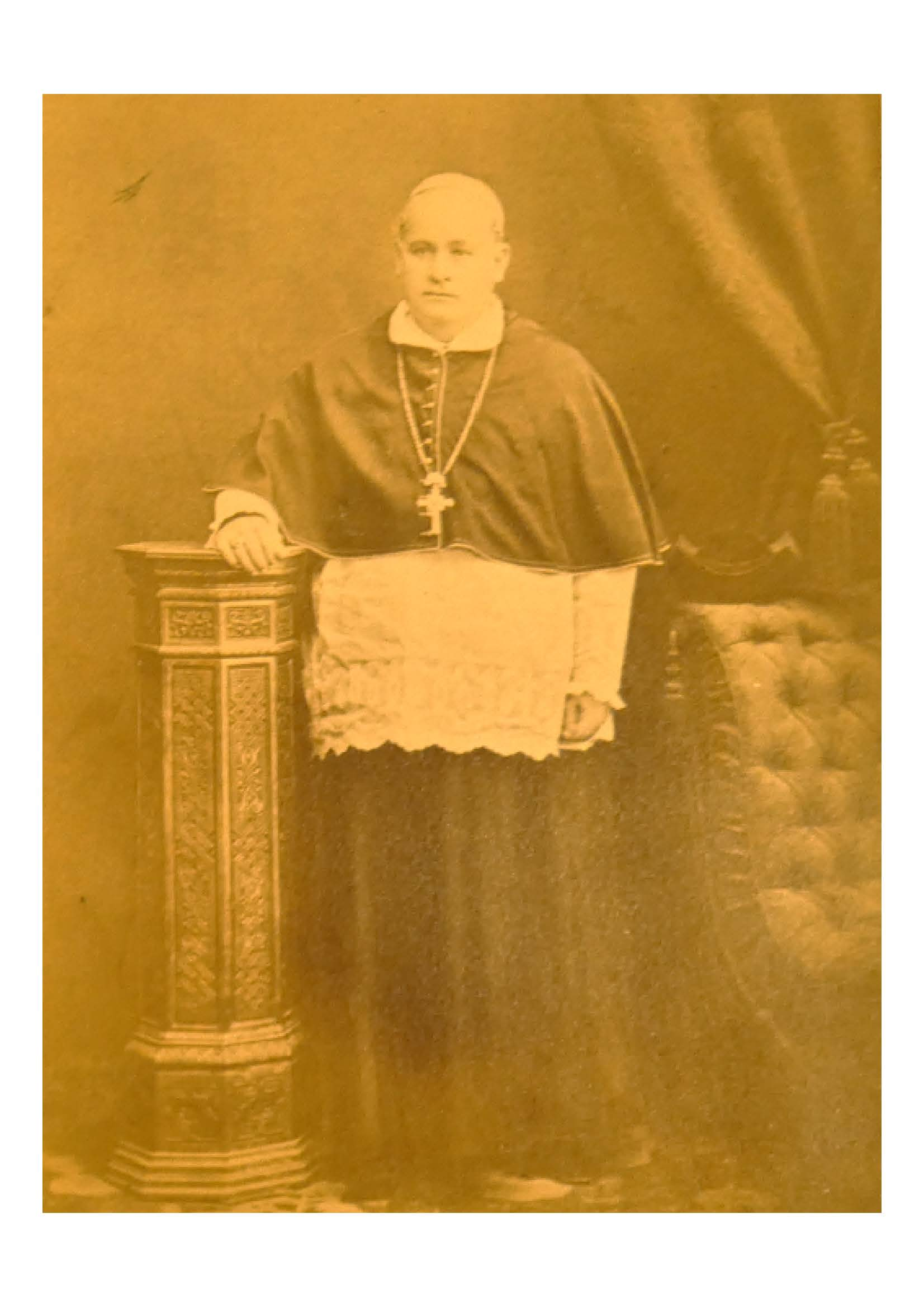
Fotografiado por M. Alviach, Madrid (c.1875)

Casimiro Herrero (1824-1886) fue un religioso y escritor español, activo en las islas Filipinas.

## Biografía
Nació en 1824 en la localidad palentina de Villameriel. Agustino, fue obispo de Camarines (1881). Entre sus obras se contaron títulos como Apuntes interesantes sobre las islas Filipinas (Madrid, 1869), Frutos que pueden dar las reformas en Filipinas (Madrid, 1871), Reseña que demuestra el fundamento y causas de la insurrección de... Filipinas (Madrid, 1872) y Filipinas ante la razón del indio (traducción, 1874). Falleció en 1886.